# Баграм
Баграм (на пущунски, на персийски: بگرام) е град и седалище в окръг Баграм в провинция Парван в Афганистан, на около 60 km северно от столицата Кабул.Тук се е намирал древен град, разположен на кръстопътя на долината Горбанд и Панджшир, близо до днешния град Чарикар, Афганистан. Местоположението на този исторически град го прави ключов проход от Древна Индия по Пътя на коприната, водещ на запад през планините към Бамян и на север през прохода Кушан към долината Баглан и покрай археологическия обект Кушан в Сурх Котал, до търговския център на Балх и останалата част от Северен Афганистан. 

## Климат
Според системата за класификация на климата на Кьопен, Баграм има влажен континентален климат с горещо лято (Dsa) с кратки, но студени зими и дълги, горещи и сухи лета. Валежите са най-вероятни между месеците октомври и април. Прашни бури и пясъчни бури се случват често през определени периоди от годината и градът често е покрит със сняг през зимните месеци. Средната годишна температура е 12°C.

## История
Днешен Баграм се идентифицира с древния град Каписи. Фигурите на древни будистки и индуистки скулптури показват, че градът първоначално е бил управляван от индоарийци, които или са мигрирали, или са се смесили с иранското население, което се е преместило в региона от Бактрия.
Баграм е столица на Кушанската империя през I век от н.е.
Напускането на военна база Баграм през юли 2021 г. от американските военни символизира края на войната в Афганистан

### Цитирана литература
- The Ancient Geography of India. I. The Buddhist Period, Including the Campaigns of Alexander, and the Travels of Hwen-Thsang. Alexander Cunningham. Trübner and Co., London. Complete and unabridged reprint (2006): Low Price Publications, Delhi.
- Afghanistan: Hidden Treasures from the National Museum, Kabul (2008). Eds., Friedrik Hiebert and Pierre Cambon. National Geographic, Washington, D.C. ISBN 978-1-4262-0374-9.